# Énergie thermique
Ne doit pas être confondu avec Transfert thermique.
 (mars 2012).
Si vous disposez d'ouvrages ou d'articles de référence ou si vous connaissez des sites web de qualité traitant du thème abordé ici, merci de compléter l'article en donnant les références utiles à sa vérifiabilité et en les liant à la section « Notes et références ».
L'énergie thermique est l'énergie cinétique d'agitation microscopique d'un objet, qui est due à une agitation désordonnée de ses molécules et de ses atomes. L'énergie thermique est une partie de l'énergie interne d'un corps. Les transferts d'énergie thermique entre corps sont appelés transferts thermiques et jouent un rôle essentiel en thermodynamique. Ils atteignent un équilibre lorsque la température des corps est égale.

Mouvement thermique d'un segment de molécule d'une protéine.

## Énergie et équilibre thermiques
L'énergie thermique a tendance à se diffuser uniformément dans l'espace. Ce mécanisme naturel d'équilibre est un des mécanismes énoncés dans le principe zéro de la thermodynamique, qui comprend aussi l'équilibre mécanique (des pressions s'équilibrent) et l'équilibre chimique (les fluides se mélangent).
Les mécanismes de répartition de l'énergie thermique se font :
- par contact direct :
  - la conduction thermique (transfert de l'énergie cinétique des molécules sans échange de matière) ;
  - la convection (échange de matière entre fluides : gaz et liquides).

La dissipation d'énergie thermique par contact se fait toujours du corps le plus chaud (celui dont la température est la plus élevée) vers le corps le plus froid, donc de façon dissymétrique par rapport au temps (elle n'est pas réversible). Ce phénomène est formalisé dans le second principe de la thermodynamique et limite les possibilités de transformer de l'énergie en travail. Il a été découvert lors de la réalisation des premiers moteurs ;
- par rayonnement thermique : au travers du vide ou de milieux transparents aux spectres lumineux et Infrarouge : émission de photons, par le phénomène appelé rayonnement du corps noir[2].

## Énergie thermique et température
Lors de la mise en contact de deux corps, un échange d'énergie thermique se produit. Le point d'équilibre est atteint lorsque les deux corps ont atteint la même température. La notion d'équilibre est transitive : si un corps A est en équilibre avec B, et que ce corps B est en équilibre avec un corps C, alors A et C sont aussi en équilibre ; A, B et C ont la même température. Au début du XXe siècle, il a été jugé que cette loi, qui semble tenir du simple bon sens, méritait d'être formulée comme le principe zéro de la thermodynamique.
Bien que difficile à définir formellement, la température est une notion utilisée dans la vie courante, car facile à observer. Pour mesurer la température d'un corps, il suffit de le mettre en contact avec un thermomètre (par exemple un thermomètre à alcool) et d'en lire la graduation à l'équilibre thermique.
De fait, énergie interne et température d'un système sont liées en physique statistique par le théorème d'équipartition :
{\displaystyle E_{thermique}=N\cdot {\frac {f}{2}}\cdot k_{B}\cdot T}
avec : 
- {\displaystyle N} le nombre de particules du système,
- {\displaystyle f} le nombre de degrés de liberté de chaque particule[a],
- {\displaystyle T} la température thermodynamique (ou température absolue) de l'ensemble,
- {\displaystyle k_{B}} la constante de Boltzmann.

De façon plus usuelle, la capacité thermique massique d'un corps est le coefficient qui permet d'exprimer la quantité d'énergie thermique nécessaire pour augmenter la température d'un kilogramme de ce corps d'un degré Celsius. Elle dépend en général de la composition du corps et de sa température. Ainsi,
{\displaystyle Q=m\,c\,\Delta T},
où :
- {\displaystyle Q} est la quantité d'énergie thermique transférée,
- {\displaystyle m} la masse du corps, {\displaystyle c} sa capacité thermique massique
- {\displaystyle \Delta T} la variation de température entre la température initiale et finale du corps.

Dans le Système international d'unités, la masse du corps s'exprime en kilogrammes, la variation de température s'exprime en kelvins (K) (une variation de 1 K est équivalente à une variation de 1 °C) et la capacité thermique massique s'exprime alors en joules par kilogramme et par kelvin (J/(kg⋅K)).

## Énergie thermique et état de la matière
En fournissant de l'énergie thermique à un corps, on peut en changer l'état, le faisant passer par exemple de l'état solide à l'état liquide.
À condition de pression donnée, ces changements d'état se font toujours à la même température, pour un corps d'une composition donnée. Par exemple, la glace fondante reste à 0 °C tant qu'elle n'est pas entièrement liquéfiée. C'est cette propriété qui a été utilisée, ainsi que des considérations d'origine thermodynamique, pour définir l'échelle de température Celsius, en se fondant sur les changements d'état de l'eau.

## Différence entre chaleur et température
Les termes « chaleur » et « température » sont parfois confondus alors qu'il s'agit de concepts distincts. Alors que la température détermine, entre autres, l'énergie thermique, la chaleur est un transfert d'énergie thermique entre deux systèmes.
Ces deux notions sont ainsi liées à l'énergie thermique. Pour une quantité de matière donnée, sans changement d'état et isolée thermiquement avec son milieu extérieur :
- si on apporte de la chaleur à cette matière, sa température peut augmenter (dans un système tampon, la température reste inchangée ; au cours d'un changement d'état la température reste constante dans le cas d'un corps pur) ;
- si on enlève de la chaleur à cette matière, sa température diminue.

## Origine quantique
Par sa nature, étant le reflet d'une activité au niveau moléculaire, l'énergie thermique est profondément quantique. En particulier, sa capacité à se transformer en énergie lumineuse par le rayonnement du corps noir est un témoignage direct des changements d'état des molécules et atomes composant l'objet. C'est un phénomène qu'on peut observer quotidiennement, dans les braises d'un feu de bois ou la lumière d'une ampoule électrique à filament.
L'étude précise du rayonnement du corps noir et des lois déterminant la nature de la lumière émise a conduit à des paradoxes lorsqu'elle était faite avec les équations de la mécanique newtonienne. C'est en cherchant à résoudre ce paradoxe que Max Planck a introduit l'idée que la lumière n'était pas émise de manière continue, mais par paquets. Cette hypothèse s'est révélée fructueuse et est un des fondements de la mécanique quantique.
Cette propriété de la matière de rayonner son énergie thermique a une influence considérable sur notre environnement. C'est par ce phénomène que le Soleil rayonne une partie de son énergie jusqu'à la Terre, y apportant une énergie essentielle aux conditions d'existence de la vie. De plus, certains organismes vivants ont développé des organes sensoriels détectant la lumière, tels que les yeux, qui leur permettent d'obtenir des informations de leur environnement. Les longueurs d'onde lumineuses visibles pour l'homme, par exemple, sont autour de la longueur d'onde d'énergie maximale émise par le rayonnement du corps noir du Soleil, qui se situe à 500 nm.